# Bokorfüzesek

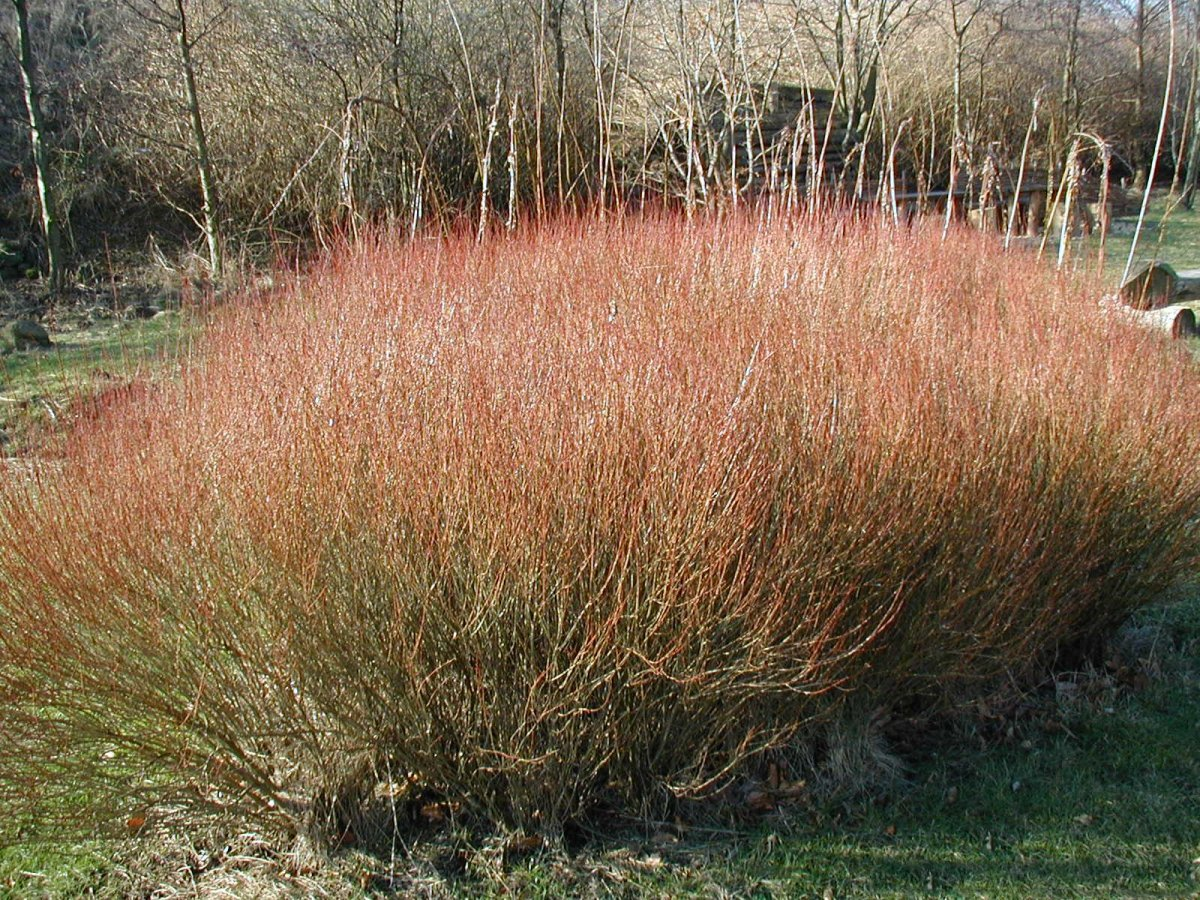
Csigolyafűz (Salix purpurea)

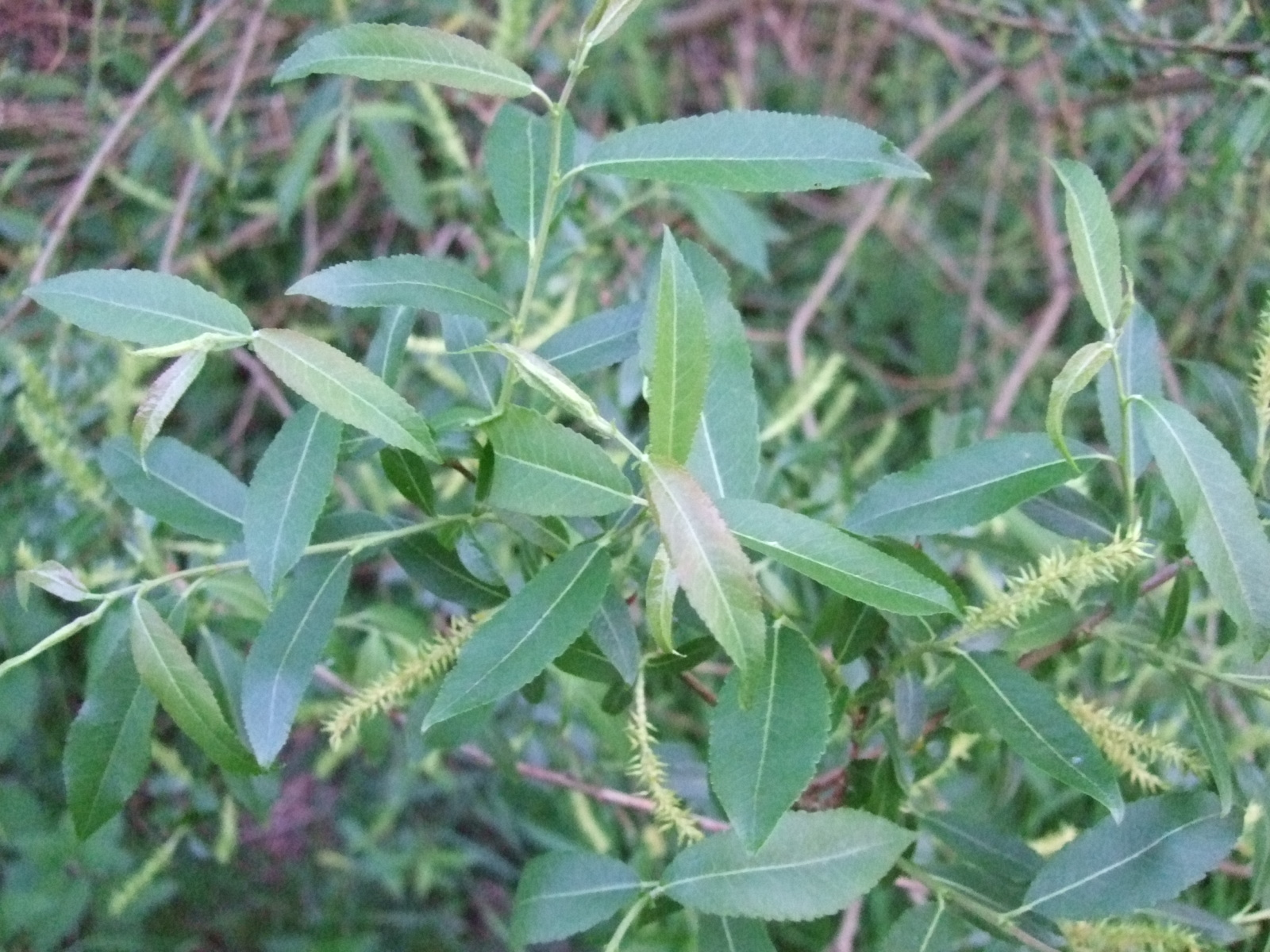
Mandulalevelű fűz (Salix triandra)

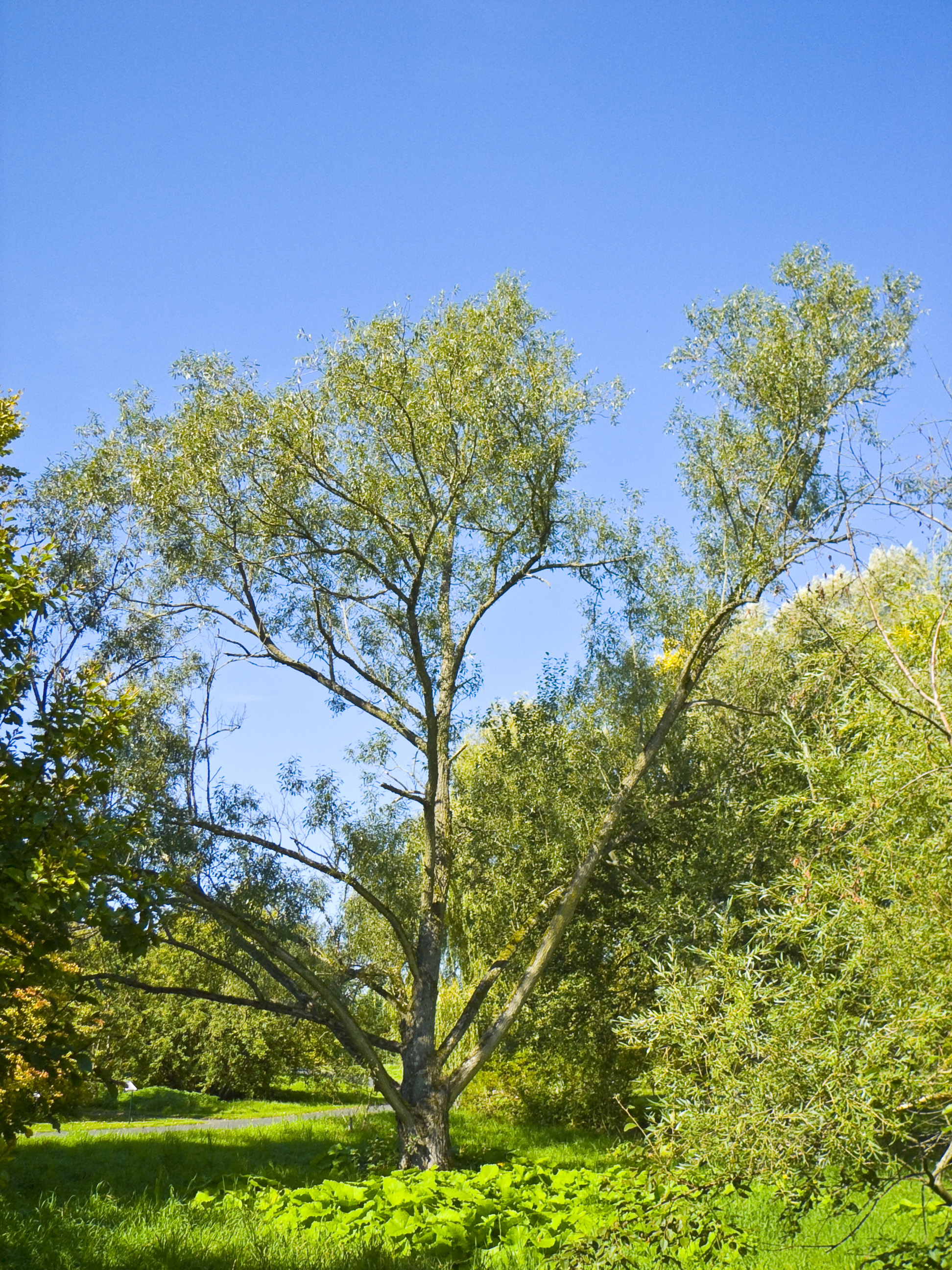
Törékeny fűz (Salix fragilis)

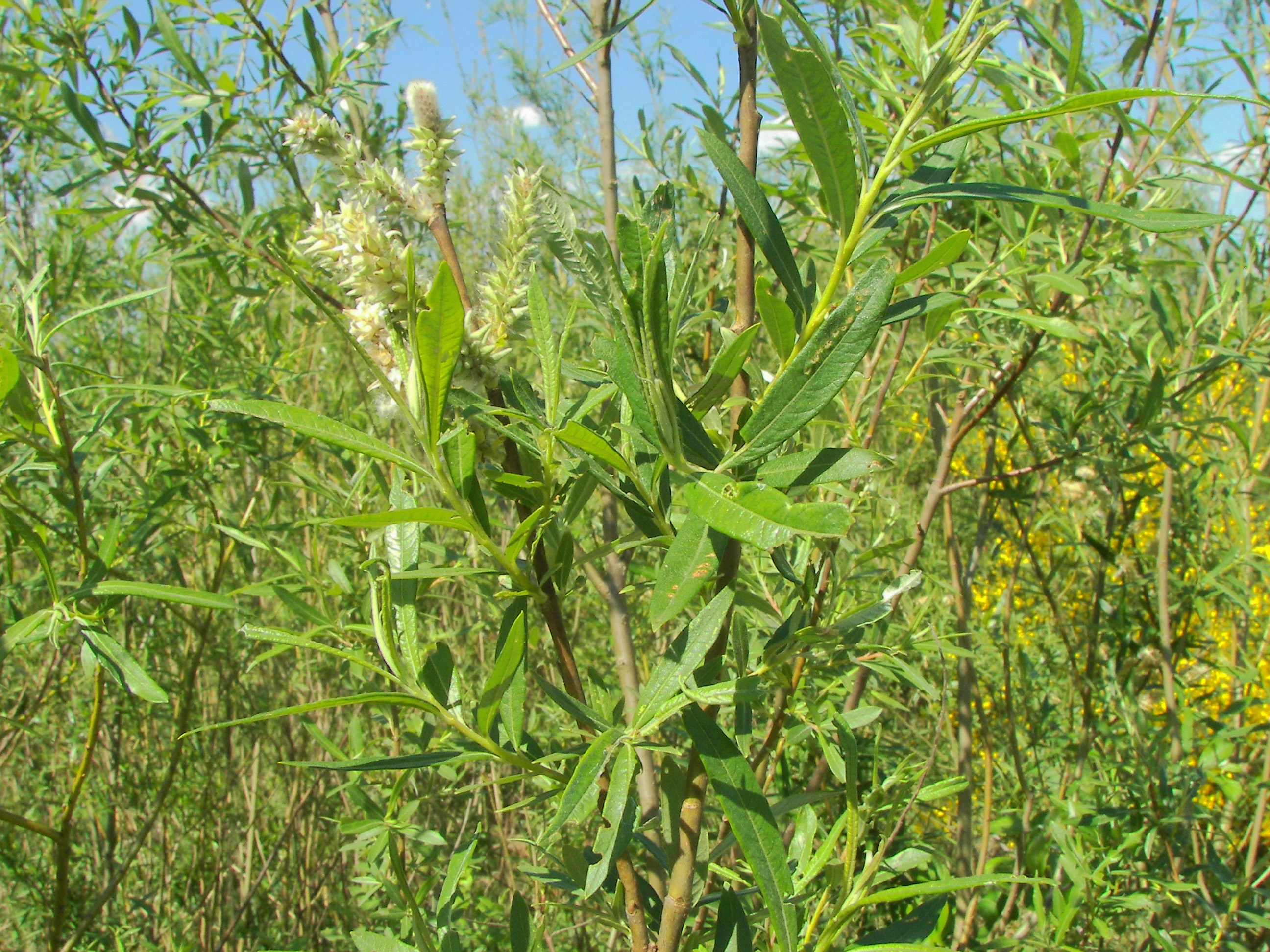
Kosárkötő fűz (Salix viminalis)

A bokorfüzesek (Salicion triandrae) T. Müller & Görs 1958 a folyóparti füzesek (Salicetea purpureae Moor 1958) növénytársulástani osztályának egyik, Magyarországon is gyakori társuláscsoportja két növénytársulással:
- csigolya-bokorfüzes (Rumici crispi-Salicetum purpureae) Kevey in Borhidi & Kevey, 1996 és
- mandulalevelű bokorfüzes (Polygono hydropiperi-Salicetum triandrae) Kevey in Borhidi & Kevey, 1996;

## Fajösszetételük
Egyszintű, igen fajszegény társulások. Cserjeszintjük  többé-kevésbé sűrűn zár, a lágyszárú fajok többnyire csak a szegélyeken jelennek meg. Gyakran maga a bokorfüzes is csak szegélyként nő a fűzligetek peremén.
Uralkodó fajai:
- csigolyafűz (Salix purpurea)
- mandulalevelű fűz (Salix triandra)

— ezek a csoport két társulásának névadó fajai.
Kísérőik:
- törékeny fűz (Salix fragilis),
- kosárkötő fűz (Salix viminalis).

A bokrokra gyakran felkúszó lágyszárú fajok:
- sövényszulák (Calystegia sepium),
- ragadós galaj (Galium aparine).

A bokorfüzesek szegélyein növő magaskórók:
- borzas füzike (Epilobium hirsutum),
- vízparti deréce (Epilobium dodonaei, ritka!),
- orvosi nadálytő (Symphytum officinale),

Ugyancsak a szegélyekre jellemzők egyes magas növésű füvek:
- sovány perje (Poa trivialis),
- szálkás tarackbúza (Elymus caninus),
- pántlikafű (Phalaroides arundinacea, termete a nádéra emlékeztet).

A tavaszi árhullám levonulása után tömegesen jelennek meg a gyepszintben:
- a keserűfüvek (Persicaria sp.)
  - borsos keserűfű (Persicaria hydropiper),
  - keskenylevelű keserűfű (Persicaria minor),
  - szelíd keserűfű (Persicaria mitis) és a
- sóska- vagy lóromfajok (Rumex sp.)
  - bodros lórom (Rumex crispus),
  - réti lórom] (Rumex obtusifolius).

## Előfordulásuk
Magyarországon valamennyi nagy síksági folyó, különösen a
- Duna,
- Tisza és
- Dráva

árterén, szigetein, zátonyain.
Ezek a pionír cserjés társulások többnyire homokos vagy iszapos, tápanyagszegény, nyers hordalékon alakulnak ki; létfeltételeiket az elárasztás teremti meg. Szélsőséges termőhelyeik tavasszal vízben állnak, nyáron pedig kiszáradnak: ahogy a kavicsos altalajban a talajvíz szintje lesüllyed, vízutánpótlásuk megszűnik.